# Peter Rock
Peter Rock (Rudolstadt, 1941. december 16. – Jéna, 2021. június 20.) olimpiai bronzérmes keletnémet válogatott német labdarúgó, középpályás.

## Pályafutása

### Klubcsapatban
1961 és 1974 között a CZ Jena labdarúgója volt, ahol három keletnémet bajnoki címet és két kupagyőzelmet ért el a csapattal.

### A válogatottban
1967 és 1971 között 11 alkalommal szerepelt a keletnémet válogatottban és egy gólt szerzett. Az Egyesült Német Csapat tagjaként bronzérmet szerzett az 1964-es tokiói olimpián.

## Sikerei, díjai
Egyesült Német Csapat
- Olimpiai játékok
  - bronzérmes: 1964, Tokió

 CZ Jena
- Keletnémet bajnokság (Oberliga)
  - bajnok (3): 1962–63, 1967–68, 1969–70
- Keletnémet kupa (FDGB Pokal)
  - győztes (2): 1972, 1974

## Statisztika

### Mérkőzései a keletnémet válogatottban
| NDK | NDK                 | NDK                             | NDK           | NDK      | NDK           | NDK                | NDK   | NDK     |
| #   | Dátum               | Helyszín                        | Hazai         | Eredmény | Vendég        | Kiírás             | Gólok | Esemény |
| --- | ------------------- | ------------------------------- | ------------- | -------- | ------------- | ------------------ | ----- | ------- |
| 1.  | 1967. december 6.   | Bukarest, Augusztus 23. Stadion | Románia       | 0 – 1    | NDK           | olimpiai selejtező | -     |         |
| 2.  | 1968. október 20.   | Szczecin, Stadion Miejski       | Lengyelország | 1 – 1    | NDK           | barátságos         | -     | 9'      |
| 3.  | 1969. április 16.   | Drezda, Heinz Steyer Stadion    | NDK           | 2 – 1    | Wales         | vb-selejtező       | 1     | 78' 89' |
| 4.  | 1969. november 22.  | Nápoly, San Paolo Stadion       | Olaszország   | 3 – 0    | NDK           | vb-selejtező       | -     | 75'     |
| 5.  | 1970. május 16.     | Krakkó, Stadion Miejski         | Lengyelország | 1 – 1    | NDK           | barátságos         | -     |         |
| 6.  | 1970. július 26.    | Jéna, Ernst Abbe Sportfeld      | NDK           | 5 – 0    | Irak          | barátságos         | -     |         |
| 7.  | 1970. szeptember 6. | Rostock, Ostseestadion          | NDK           | 5 – 0    | Lengyelország | barátságos         | -     |         |
| 8.  | 1970. november 11.  | Drezda, Rudolf Harbig Stadion   | NDK           | 1 – 0    | Hollandia     | Eb-selejtező       | -     |         |
| 9.  | 1970. november 15.  | Luxembourg, Municipal Stadion   | Luxemburg     | 0 – 5    | NDK           | Eb-selejtező       | -     |         |
| 10. | 1970. november 25.  | London, Wembley Stadion         | Anglia        | 3 – 1    | NDK           | barátságos         | -     |         |
| 11. | 1971. február 2.    | Santiago, Estadio Nacional      | Chile         | 0 – 1    | NDK           | barátságos         | -     | 70'     |
|     | Összesen            |                                 |               | 11       | mérkőzés      |                    | 1     | gól     |